# Sanctio
Die Sanctio oder Poenformel im Kontext von Urkunden des Mittelalters und der Frühen Neuzeit enthält die Androhung einer Strafe für den Fall einer Zuwiderhandlung gegen den in der Dispositio festgelegten rechtssetzenden Inhalt einer Urkunde. Parallel dazu oder auch stattdessen konnte die Verheißung einer Belohnung für die Einhaltung des Rechtsgehaltes der Urkunde stehen.
Die angedrohte Strafe konnte in Form einer Geldbuße, des in Ungnadefallens beim Urkundenaussteller oder einer geistlichen Strafe, etwa eines Anathems, bestehen.

## Etymologie
Der Begriff sanctio im Sinne von Androhung einer Strafe zur Durchsetzung eines schriftlich fixierten Rechtsgehaltes war bereits in altrömischer Zeit gebräuchlich.

## Stellung im Urkundenformular
In der Anordnung des Formulars einer Urkunde findet sich die Sanctio in der Regel zwischen der rechtssetzenden Dispositio und der die Beglaubigungsmittel angebenden Corroboratio. Allerdings konnte bis in die Zeit der Regierung von Heinrich V. und vereinzelt auch noch unter Lothar III. zwischen der Sanctio und der Corroboratio die Zeugenliste stehen.